# جشنواره بین‌المللی فیلم شهر
جشنوارهٔ بین‌المللی فیلم شهر نام جشنواره‌ای است که به شکل سالانه توسط مؤسسه تصویر شهر وابسته به سازمان فرهنگی هنری شهرداری تهران برگزار می‌شود. جشنوارهٔ بین‌المللی فیلم شهر در پنج بخش «مسابقه سینمای ایران»، «مسابقهٔ سینمای بین‌الملل»، «مسابقهٔ محله»، «مسابقهٔ تبلیغات و اطلاع‌رسانی سینمای ایران»، و «بخش جنبی» در تهران برگزار می‌شود. تا به حال هشت دورهٔ این جشنواره برگزار شده‌است.

## بخش‌ها
- بخش مسابقهٔ سینمای ایران
- سینمای بین‌المللی و جهانی
- آثار سینمایی
- سریال
- سریال‌های خانگی
- سریال‌های تلویزیونی
- فیلم‌های ویدیویی
- داستانی
- مستند
- پویا نمایی

## محل برگزاری جشنواره
پردیس سینما گالری ملت به عنوان محل دایمی برگزاری جشنواره فیلم شهر معرفی شده‌است.

### برگزیدگان هشتمین دوره (۱۴۰۱)[۴]
| دبیر جشنواره | زمان برگزاری | مکان برگزاری |
| ------------ | ------------ | ------------ |
|              | ۳۱ تیر ۱۴۰۱  | تالار وحدت   |

| بخش                                  | نام فیلم              | برنده                                        |
| ------------------------------------ | --------------------- | -------------------------------------------- |
| بهترین فیلم                          | خورشید - ملاقات خصوصی | امیر بنان                                    |
| بهترین مستند                         | مهدی که به دنیا آمد   | امیرمهدی حکیمی و حجت بامروت                  |
| بهترین کارگردانی                     | موقعیت مهدی           | هادی حجازی‌فر                                 |
| بهترین فیلمنامه                      | شنای پروانه           | محمد کارت، حسین امیری دوماری، پدرام پورامیری |
| بهترین فیلم‌ داستانی کوتاه و نیمه‌بلند | وضعیت اورژانسی        | وحید حسن‌زاده                                 |